# جائحة فيروس كورونا في البرتغال
توثق هذه المقالة آثار جائحة فيروس كورونا 2019–2020 في البرتغال، وقد لا تتضمن جميع الاستجابات والإجراءات الرئيسية حتى الآن.
انتشرت جائحة فيروس كورونا لعام 2020 في البرتغال ابتداءً من 2 مارس 2020 تم كشف عن أول حالة في البرتغال كانت لطبيب يبلغ من العمر 60 سنة كان عائد من إسبانيا مصابة بكوفيد-19، والحالة الثانية تم تسجيلها في مدينة بورتو كانت لرجل عائد من إسبانيا ويبلغ من العمر 33 سنة .

## خلفية
في 12 يناير 2020، أكدت منظمة الصحة العالمية عن ظهور فيروس كورونا المستجد كسبب للمرض التنفسي الذي أصاب مجموعة من الأشخاص في مدينة ووهان، مقاطعة خوبي، الصين، إذ أُبلغ عنهم إلى منظمة الصحة العالمية في 31 ديسمبر 2019. كانت نسبة الوفيات بين الحالات المُشخصة بكوفيد-19 أقل بكثير من جائحة فيروس سارس في عام 2003، لكن انتقال العدوى كان أكبر، والوفيات أيضًا.

## الجدول الزمني
- في تاريخ 2 مارس 2020 تم تسجيل أول الإصابات في البرتغال وكانت الأولى لطبيب في مدينة لومباردي والثانية تم تسجيلها في مدينة بورتو كانت لرجل عائد من إسبانيا.[1]
- بعد شهر من أول إصابتين في البرتغال بلع عدد المصابين بتاريخ 2 أبريل 2020 9034 حالة إصابة وبلغ عدد عدد الوفيات جراء فايروس كورونا المستجد 209 وفاة
- فيما قرر البرلمان البرتغالي تمديد حالة الطوارئ في البلاد لمدة 15 يوما إضافية لوقف انتشار فيروس كورونا مع تفاقم عدد الإصابات والوفيات.[7]